# Озябликово
Озябликово (рос. Озябликово) — присілок в Вачському районі Нижньогородської області Російської Федерації.
Населення становить 320 осіб. Входить до складу муніципального утворення Арефинська сільрада.

## Історія
Від 2009 року входить до складу муніципального утворення Арефинська сільрада.

## Населення
| 1859 | 1897 | 1905 | 1926 | 1999 | 2002 | 2010 |
| ---- | ---- | ---- | ---- | ---- | ---- | ---- |
| 814  | ↘698 | ↗785 | ↗824 | ↘342 | ↘268 | ↗320 |